# Carex distentiformis
Carex distentiformis är en halvgräsart som beskrevs av Frederick Joseph Hermann. Carex distentiformis ingår i släktet starrar, och familjen halvgräs. Inga underarter finns listade i Catalogue of Life.